# ゲオルギー・フリョロフ

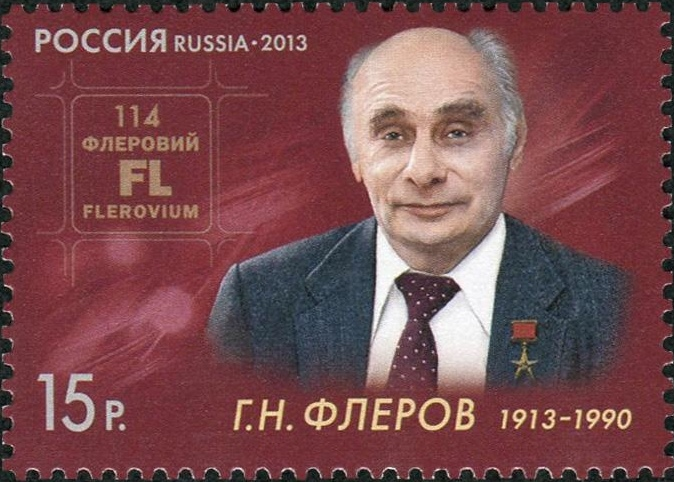
フリョロフの記念切手（2013年発行）

ゲオルギー・ニコラエヴィチ・フリョロフ（ロシア語: Гео́ргий Никола́евич Флёров, ラテン文字転写: Georgy Nikolayevich Flyorov、1913年3月2日 - 1990年11月19日）は、ソビエト連邦出身の物理学者。

## 人物
- 1913年3月2日、ロシア帝国のロストフ・ナ・ドヌで生まれる。
- 1942年、ヨシフ・スターリンにソビエト連邦による原子爆弾開発を提言し、イーゴリ・クルチャトフらとともにその開発に参画。
- 1957年、ドゥブナ合同原子核研究所内に「フリョロフ原子核反応研究所」設立。1989年まで所長。
- 1974年、シーボーギウムを発見したと主張。
- 1976年、ボーリウムを発見したと主張。
- 1990年11月19日、死去。77歳没。

## 栄誉
2012年、114番元素は116番元素リバモリウムとともに、彼の名にちなんだ「フレロビウム」と名付けられた。